# Seznam arcibiskupů z Canterbury

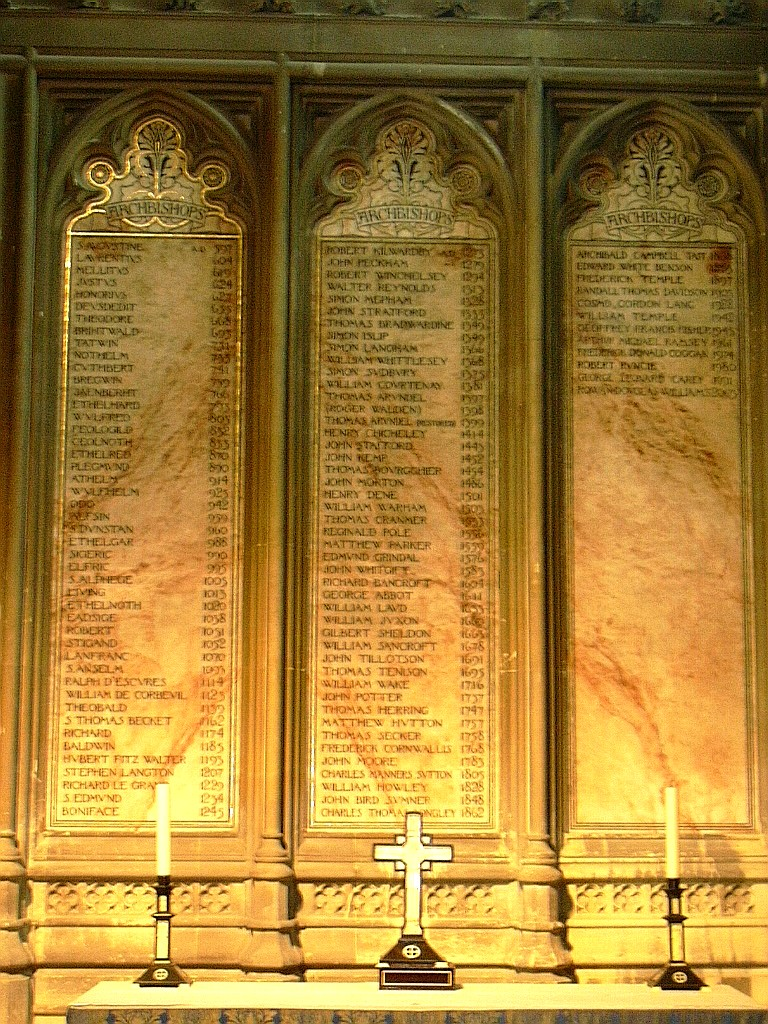
Seznam arcibiskupů canterburských po Rowana Williamse.

Arcibiskup canterburský je představený Anglikánské církve, symbolický nejvyšší představitel světové anglikánské komunity a diecézní biskup Canterburské diecéze.

## Předreformační období (katoličtí biskupové)
- sv. Augustin z Canterbury, 601–605
- sv. Vavřinec z Canterbury, 605–619
- sv. Mellitus, 619–624
- sv. Justus, 624–627
- sv. Honorius, 627–653
- sv. Deusdedit, 655–664
- sv. Theodor, 668–690
- sv. Bertwald, 693–731
- sv. Tatwin, 731–734
- sv. Nothhelm, 735–739
- sv. Cuthbert, 740–758
- sv. Bregwin, 759–762
- sv. Jaenbert, 763–790
- sv. Aethelhard, 790–803
- Wulfred, 803–829
- Feologild, 829–830
- Ceolnoth, 830–870
- Aethelred, 870–889
- Plegmund, 891–923
- Athelm, 923–925
- Wulfhelm, 928–941
- sv. Oda, 941–958
- Aelfsige, 958–959
- Brihthelm, 959
- sv. Dunstan, 960–988
- Athelgar, 988–989
- Sigerich, 990–994
- Aelfrich, 995–1005
- sv. Aelfheah, 1006–1012
- Lyfing, 1013–1020
- Aethelnoth, 1020–1038
- Edsige, 1038–1050
- Philip z Kahle, 1050–1051
- Robert z Jumièges, 1051–1052
- Stigand, 1052–1070
- Lanfranc, 1070–1089
- sv. Anselm, 1093–1109
- Ralph d’Escures, 1114–1122
- Wilhelm z Corbeilu, 1123–1136
- Theobald z Becu, 1139–1161
- sv. Tomáš Becket, 1162–1170
- Richard of Dover, 1174–1184
- Balduin z Exeteru, 1185–1190
- Reginald Jocelin, 1191
- Hubert Walter, 1193–1205
- Reginald, 1205–1206
- John de Gray, 1205–1206
- kardinál Stephen Langton, 1207–1228
- Richard Grant, 1229–1231
- sv. Edmund Rich, 1233–1240
- Bonifác Savojský, 1240–1270
- kardinál Robert Kilwardby, 1273–1278
- John Peckham, 1279–1292
- Robert Winchelsey, 1293–1313
- Walter Reynolds, 1313–1327
- Simon Mepeham, 1327–1333
- John Stratford, 1333–1348
- John de Ufford, 1348–1349
- Thomas Bradwardine, 1349
- Simon Islip, 1349–1366
- kardinál Simon Langham, 1366–1368
- William Whittlesey, 1368–1374
- Simon Sudbury, 1375–1381
- William Courtenay, 1381–1396
- Thomas Arundel, 1396–1414 (
- Henry Chicheley, 1414–1443
- John Stafford, 1443–1452
- kardinál John Kemp, 1452–1454
- kardinál Thomas Bourchier, 1454–1486
- kardinál John Morton, 1486–1500
- Henry Deane, 1501–1503
- William Warham, 1503–1532

## Poreformační období
| Č.   | Jméno                           | Episkopát   | Další zastávané úřady                                                                             |
| ---- | ------------------------------- | ----------- | ------------------------------------------------------------------------------------------------- |
| 71.  | Thomas Cranmer                  | 1533–1556   |                                                                                                   |
| 72.  | kardinál Reginald Pole          | 1556–1558   | poslední katolický arcibiskup                                                                     |
| 73.  | Matthew Parker                  | 1559–1575   |                                                                                                   |
| 74.  | Edmund Grindal                  | 1575–1583   | 1559–1570 biskup londýnský 1570–1576 arcibiskup yorský                                            |
| 75.  | John Whitgift                   | 1583–1604   | 1577–1583 biskup worcesterský                                                                     |
| 76.  | Richard Bancroft                | 1604–1610   | 1597–1604 biskup londýnský                                                                        |
| 77.  | George Abbot                    | 1611–1633   | 1609–1610 biskup lichfieldský 1610–1611 biskup londýnský                                          |
| 78.  | William Laud                    | 1633–1645   | 1621–1627 biskup ze St. Davids 1626–1628 biskup Bathu a Wellsu 1628–1633 biskup londýnský         |
| 79.  | William Juxon                   | 1660–1663   | 1633–1649 biskup londýnský                                                                        |
| 80.  | Gilbert Sheldon                 | 1663–1667   | 1660–1663 biskup londýnský                                                                        |
| 81.  | William Sancroft                | 1678–1691   |                                                                                                   |
| 82.  | John Tillotson                  | 1691–1694   | 1672–1698 děkan canterburské katedrály                                                            |
| 83.  | Thomas Tenison                  | 1695–1715   | 1691–1695 biskup lincolnský                                                                       |
| 84.  | William Wake                    | 1716–1737   | 1705–1716 biskup lincolnský                                                                       |
| 85.  | John Potter                     | 1737–1747   | 1715–1737 biskup oxfordský                                                                        |
| 86.  | Thomas Herring                  | 01747–1757  | 1737–1743 biskup bangorský 1743–1747 arcibiskup yorský                                            |
| 87.  | Matthew Hutton                  | 1757–1758   | 1743–1747 biskup bangorský 1747–1757 arcibiskup yorský                                            |
| 88.  | Thomas Secker                   | 1758–1768   | 1735–1737 biskup bristolský 1737–1758 biskup oxfordský 1750–1758 děkan katedrály sv. Pavla        |
| 89.  | Frederick Cornwallis            | 1768–1783   | 1750–1768 biskup lichfieldský                                                                     |
| 90.  | John Moore                      | 1783–1805   | 1771–1775 Děkan canterburské katedrály 1774–1783 biskup bangorský                                 |
| 91.  | Charles Manners-Sutton          | 1805–1828   | 1792–1805 biskup norwichský                                                                       |
| 92.  | William Howley                  | 1828–1848   | 1813–1828 biskup londýnský                                                                        |
| 93.  | John Bird Sumner                | 1848–1862   | 1828–1848 biskup chesterský                                                                       |
| 94.  | Charles Thomas Longley          | 1862–1868   | 1836–1856 biskup riponský 1856–1860 biskup durhamský 1860–1862 arcibiskup yorský                  |
| 95.  | Archibald Campbell Tait         | 1868–1882   | 1849–1856 děkan katedrály v Carlisle 1856–1868 biskup londýnský                                   |
| 96.  | Edward White Benson             | 1882–1896   | 1877–1883 biskup trurský                                                                          |
| 97.  | Frederick Temple                | 1896–1902   | 1869–1885 biskup exeterský 1885–1896 biskup londýnský                                             |
| 98.  | Randall Thomas Davidson         | 1903–1928   | 1883–1891 děkan windsorské katedrály 1891–1895 biskup rochesterský 1895–1903 biskup winchesterský |
| 99.  | Cosmo Gordon Lang               | 1928–1942   | 1901–1909 biskup ze Stepney 1909–1928 arcibiskup yorský                                           |
| 100. | William Temple                  | 1942–1944   | 1921–1929 biskup manchesterský 1929–1942 arcibiskup yorský                                        |
| 101. | Geoffrey Francis Fisher         | 1945–1961   | 1932–1939 biskup chesterský 1939–1945 biskup londýnský                                            |
| 102. | Arthur Michael Ramsey           | 1961–1974   | 1952–1956 biskup durhamský 1956–1961 arcibiskup londýnský                                         |
| 103. | Frederick Donald Coggan         | 1974–1980   | 1956–1961 biskup bradfordský 1961–1974 arcibiskup yorský                                          |
| 104. | Robert Alexander Kennedy Runcie | 1980–1991   | 1970–1980 biskup ze St. Albans                                                                    |
| 105. | George Leonard Carey            | 1991–2002   | 1987–1991 biskup Bathu a Wellsu                                                                   |
| 106. | Rowan Douglas Williams          | 2002–2012   | 1992–2002 biskup monmouthský 1999–2002 arcibiskup waleský                                         |
| 107. | Justin Welby                    | 2013 – 2024 | 2007–2011 děkan liverpoolské katedrály 2011–2013 biskup durhamský                                 |